# محمد خير أبو حسون
محمد خير أبو حسّون ممثل ومؤدي صوت سوري.

## حياته
حصل على إجازة في الفنون المسرحية قسم التمثيل. شارك كممثل بالعديد من الأعمال التلفزيونية والمسرحية. وهو عضو في نقابة الفنانين منذ عام 1984م. وله العديد من المسرحيات الموجهة للأطفال، الأعمال المدبلجة وأفلام الكرتون. متزوج ورزق بولدين.

## أعماله

### في المسرح
- مغامرة رأس المملوك جابر
- بيرما
- العنب الحامض
- جوارب النجاة
- قبل أن يذوب الثلج
- غويا
- كل شيء في الحديقة

### في التلفزيون
- آخر رجل أمي

### في الدوبلاج
- بن 10 - فور أرمز
- بن 10: سر الأومنتريكس - فور أرمز
- دراغون بول زد ج1 - فيجيتا (الصوت الأول)، فريزا، بيكولو (الصوت الثاني)
- دراغون بول زد ج2 - فريزا، بيكولو، إيكا (ريكوم)
- دراغون بول زد كاي - بيكولو، فريزا
- دراغون بول سوبر - بيكولو - فريزا - فروست
- المحقق كونان - المفتش ميغوري، تشيبا
- المحقق كونان: اللحظة الأخيرة - المفتش ميغوري
- المحقق كونان: الهدف الرابع عشر - المفتش ميغوري
- المحقق كونان: الرجل اللغز - المفتش ميغوري
- المحقق كونان: الشاهدة الوحيدة - المفتش ميغوري
- المحقق كونان: قضية زيرو - المفتش ميغوري - تشيبا
- ون بيس – المهرج باجي، الربان كورو، أرلونج، سموكر، السيد 3، التسماح كروكودايل (الصوت الثاني)
- ناروتو - جيرايا
- أدغال الديجيتال - أبيض-زكزك
- القناص - أوفو تومبا
- هاجيكي - جاك
- إنيوشا - ناراكو
- محققون - حسان
- باكوغان - باريديوس
- هجوم كابتن ثابت
- سوبر سونيك سبنر
- أنا وأخواتي
- المتحولون الأبطال
- يوغي يو! - دارتز (دبلجة مركز الزهرة)
- دورايمون - والد نوبي
- سونيك بوم - ايغ مان (الصوت الأول), العمدة (الصوت الثاني)
- السنافر - سنفور قوي
- إيداتين جمب - حاتم

## روابط خارجية
- محمد خير أبو حسون على موقع قاعدة بيانات الأفلام العربية